# جاستن يونغ (مغني)
جاستن يونغ (بالإنجليزية: Justin Young)‏ هو مغني بريطاني، ولد في 2 مايو 1987 في ساوثهامبتون في المملكة المتحدة.